# Större agatsnäcka
Större agatsnäcka (Cochlicopa nitens) är en snäckart som först beskrevs av Gallenstein 1848.  Större agatsnäcka ingår i släktet Cochlicopa och familjen agatsnäckor. IUCN kategoriserar arten globalt som livskraftig. Enligt den svenska rödlistan är arten starkt hotad i Sverige. Arten förekommer i Götaland, Gotland och Svealand. Artens livsmiljö är våtmarker, skogslandskap. Inga underarter finns listade i Catalogue of Life.